# Ana Bertha Roskamp
Ana Bertha Roskamp (?, 17 de janeiro de 1868 – Curitiba, 1947) foi uma empresária alemã, naturalizada brasileira.
Ana Bertha é considerada a primeira comerciante de Curitiba e empresária pioneira ao explorar um ramo de atividade inexistente na capital paranaense nos últimos anos do século XIX e início do século XX.

## Biografia
Ana Bertha Kühler nasceu na sexta-feira, dia 17 de janeiro de 1868, no antigo Reino da Saxônia, região que em 1866 perdeu a guerra para a Prússia e foi incorporado à Confederação da Alemanha do Norte e em 1871 tornou-se um dos estados do Império Alemão. Talvez seja essa a razão que a família Kühler tenha imigrado para o Brasil seis meses após o nascimento de Ana Bertha: a instabilidade política da região.
Chegando ao Brasil no final do ano de 1868 a família Kühler vai morar na cidade litorânea de Antonina. Nesta cidade Ana casou-se com o comerciante Emanuel Henrich Roskamp e assim que a lua de mel acabou o casal mudou-se para a cidade de Curitiba.
Emanuel Roskamp e sua esposa, Ana Bertha Roskamp, estabeleceram residência na região central da cidade e tão logo a sua chegada, Emanuel montou um açougue na Rua Riachuelo, próximo a fundição de Gottlieb Mueller e ao lado do Largo do Chafariz do Nogueira (o açougue era localizado onde hoje é a Praça 19 de Dezembro) para o sustento da família.
Ana notou que as curitibanas tinham enormes dificuldades em adquirir artigos finos e de aviamento, que nesta época eram todos importados conforme a necessidade de cada cliente, tornando-se assim produtos caros e de longa espera para a entrega.
Não demorou muito para que Ana solicitasse a ajuda dos seus amigos importadores da cidade de Antonina (que no Brasil Imperial foi um dos maiores portos brasileiros) para importar e constituir um estoque de produtos vindos dos países europeus e dos Estados Unidos da América. Foi assim, com espírito empreendedor e observando a oportunidade que a cidade lhe oferecia, que Ana abriu, em uma porta ao lado do açougue do marido, um armazém de secos e molhados e que tivesse, a pronta entrega, artigos de aviamentos e diversas outras novidades para os curitibanos. Isto ocorreu no ano de 1888 quando nasceu a Casa Roskamp (estabelecimento que fez parte do crescimento e da história de Curitiba).
A loja de Ana Roskamp em pouco tempo virou referência para as curitibanas pela comodidade da entrega e o menor preço.
Poucos anos depois de aberto o comércio, Ana perdeu Emanuel e com a morte precoce de seu marido, optou por fechar o açougue e dar continuidade ao seu negócio.
Não demorou muito, após a morte de Emanuel, para que Ana enfrentasse novos desafios quando optou por importar máquinas para bordar e plissar e assim ela mesmo poder confeccionar enxovais, algo inédito na Curitiba do início do século XX.
Comercializando artigos importados e vendendo produtos de fabricação própria, Ana Bertha viu a sua loja crescer rapidamente e neste sentido necessitou de um espaço maior, foi quando transferiu o comércio para um prédio na recente renomeada Rua XV de Novembro (antiga Rua da Imperatriz).
Ali, no novo endereço, Ana passou os anos administrando e vendo a sua empresa contribuir socialmente para a pacata e pequena capital paranaense, na medida em o número de funcionários da loja cresceu, sendo contratados novos vendedores, prestadores de pequenos serviços e costureiras para as diversas máquinas.
Com o casamento dos filhos Ana resolveu dedicar-se um pouco mais ao crescimento da família e assim entregou a administração da Casa Roskamp aos filhos homens e os mesmos, ao receberem a loja, trocam o nome para “Irmãos Roskamp” sem alterar em nada os serviços prestados.
Ana Bertha Roskamp faleceu em 1947, aos 79 anos de idade.
Em 1956, nove anos após a sua morte, Ana foi homenageada pelo município de Curitiba ao ter o seu nome identificando uma das vias da cidade. A rua Ana Berta Roskamp, atualmente, faz parte do bairro Jardim das Américas.